# 王珪 (景泰進士)
王珪（1425年—？），字廷玉，直隸松江守禦中千戶所人，軍籍，明朝政治人物。進士出身。

## 生平
景泰四年（1453年）癸酉科舉人應天府鄉試第一百十四名。景泰五年（1454年）聯捷甲戌科會試第一百五十六名，殿試登進士第三甲第一百零三名。

## 家族
曾祖父王義。祖父王伍。父亲王士安。